# Parkum
Parkum är en fyrskaftad väv, ofta i spetskypert, vanligen av linne, i första hand blångarn. Senare har benämningen även använts på tyger av bomull.
Parkum kunde vara blek eller oblekt, även grått. Grovt parkum var i äldre tider mycket vanligt som sängklädesvar. Finare parkum brukades som foder, till underkjolar med mera.